# Onthophagus kilimanus
Onthophagus kilimanus là một loài bọ cánh cứng trong họ Bọ hung (Scarabaeidae).